# Elecciones provinciales de Córdoba de 1962
Las elecciones generales de la provincia de Córdoba de 1962 tuvieron lugar el 18 de marzo del mencionado año, al mismo tiempo que las elecciones legislativas a nivel nacional. Se realizaron con el objetivo de restaurar la situación constitucional de la provincia luego de la intervención federal realizada en 1960 contra el gobierno de Arturo Zanichelli. La elección se llevó a cabo en el contexto de la legalización parcial del peronismo, al que se le permitió participar en los comicios provinciales y nacionales bajo diversos partidos considerados "neoperonistas", por parte del gobierno de Arturo Frondizi. Fue la primera elección para gobernador de Córdoba en la que el padrón electoral superó el millón de votantes inscritos, pues en la anterior este era de 934.793.
A pesar de que el peronismo se pudo presentar bajo la candidatura del laborista Carlos V. Berardo, el triunfador fue el candidato de la Unión Cívica Radical del Pueblo, Arturo Umberto Illia, con el 34.75% de los votos contra el 32.93% de Berardo y el 20.18% de Horacio López Ballesteros, candidato del radicalismo instransigente. En último lugar quedó Emilio Olmos, del Partido Demócrata de Córdoba, con un 7.79%.
Sin embargo, debido al golpe de Estado perpetuado en el país días más tarde, el 29 de marzo, Illia no llegó a asumir el cargo. Para las próximas elecciones, el candidato radical del pueblo fue el hasta entonces candidato a vicegobernador, Justo Páez Molina, ya que Illia se presentó como candidato a presidente, resultando electo.

## Resultados
El escrutinio se realizó en orden alfabético por departamentos, sistema utilizado en todos los escrutinios hasta entonces. El peronismo, debido a la división del radicalismo entre la UCRI y la UCRP, triunfó en la ciudad de Córdoba, capital y más poblada de la provincia, mientras que el radicalismo del pueblo se impuso en la mayoría de los departamentos, lo que provocó una elección para gobernador ajustada. La intendencia de la Capital quedó en manos del peronismo, con Raúl Bercovich Rodríguez como candidato. Hasta veintitrés departamentos, faltando escrutar solamente Totoral, Tulumba, y Unión, Berardo se alzaba con una diminuta ventaja sobre Illia. Sin embargo, a partir de estos tres últimos, el candidato radical del pueblo revirtió la tendencia y acabó derrotando al candidato peronista por un margen de casi dos puntos. Esto significó una reedición inversa del primer triunfo del justicialismo sobre el radicalismo cordobés en las elecciones de 1946, cuando hasta esos tres últimos departamentos el radical Antonio Medina Allende superaba al peronista Argentino Auchter, quien revirtió la tendencia y acabó venciendo por solo 183 votos.
|  | 34,75 % |

|  | 32,93 % |

|  | 20,18 % |

|  | 7,79 % |

|  | 2,59 % |

|  | 0,86 % |

|  | 0,36 % |

|  | 0,28 % |

|  | 95,65 % |

|  | 4,35 % |

|  | 100 % |

|  | 85,00 % |